# Озбайраклы, Шенер
Шене́р Озбайраклы́ (тур. Şener Özbayraklı; родился 23 января 1990 года в Боршка, Турция) — турецкий футболист, защитник клуба «Истанбул Башакшехир» и сборной Турции. Участник чемпионата Европы 2016 года.

## Клубная карьера

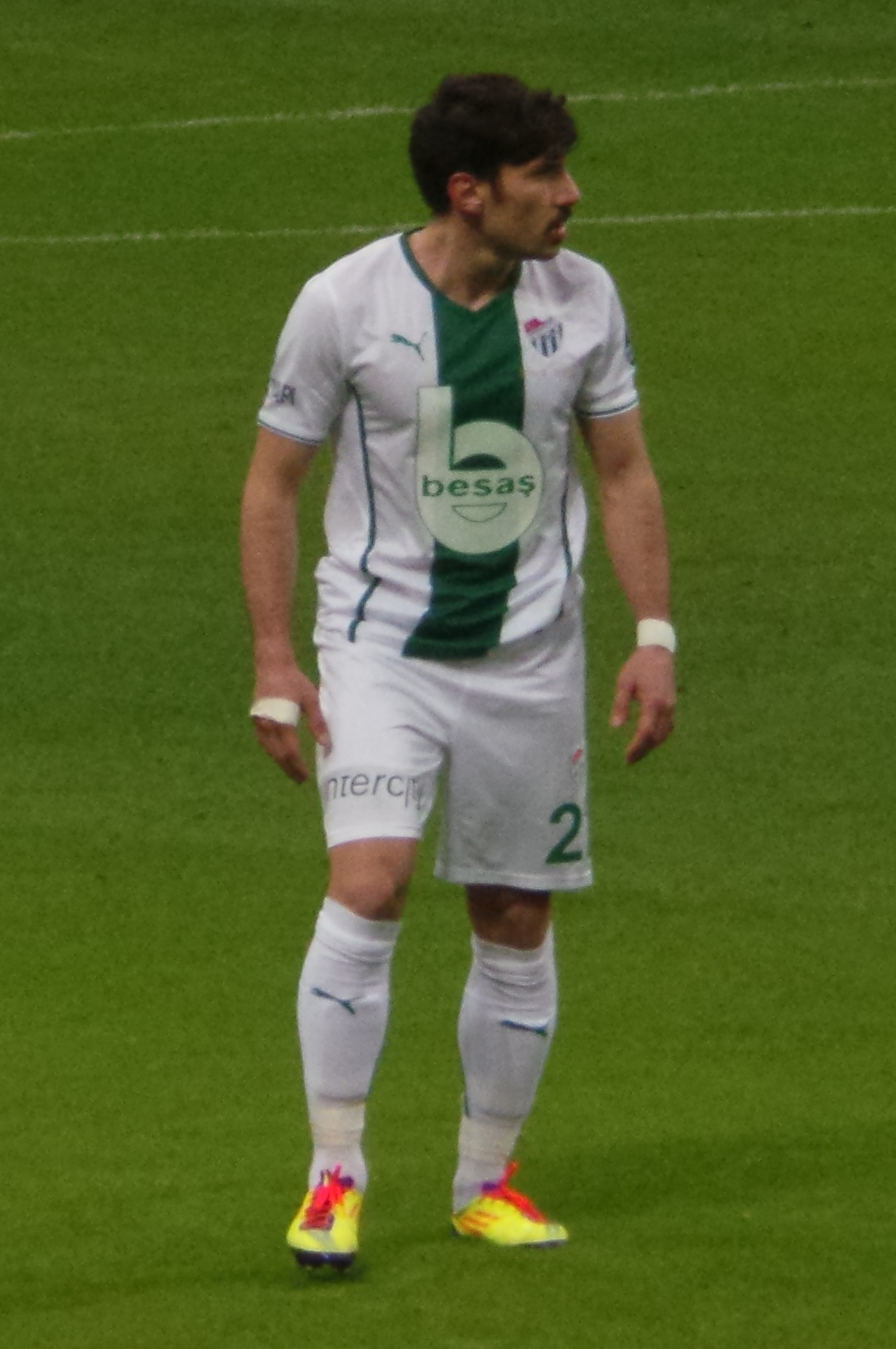
Озбайраклы в составе «Бурсаспора»

Озбайраклы начал профессиональную карьеру к клубе третьего турецкого дивизиона «Кечиоренгюджю». По окончании первого сезона он покинул команду и перешёл в «Полатли Бугсашспор». 29 августа 2010 года в матче против «Адыяманспора» Шенер дебютировал во второй лиге Турции. 16 марта 2011 года в поединке против «Божуюкспора» он забил свой первый гол за «Бугсасспор».
В начале 2013 года Озбайраклы перешёл в «Бурсаспор». 19 января в матче против «Кайсериспора» он дебютировал в турецкой Суперлиге. 15 марта в поединке против «Трабзонспора» Шенер забил свой первый гол за «Бурсаспор». В 2015 году Озбайраклы помог клубу выйти в финал Кубка Турции.
Летом 2015 года Шенер перешёл в «Фенербахче». Сумма трансфера составила 1,7 млн евро. 5 августа в квалификационном матче Лиги чемпионов против донецкого «Шахтера» он дебютировал за новый клуб. 14 августа в поединке против «Эскишехирспора» Озбайраклы дебютировал за «Фенербахче» в чемпионате. 23 декабря в матче Кубка Турции против «Антальяспора» он забил свой первый гол за «канареек».

## Международная карьера
31 марта 2015 года в товарищеском матче против сборной Люксембурга Озбайраклы дебютировал за сборную Турции.
Летом 2016 года Шенер принял участие в чемпионате Европы во Франции. На турнире он был запасным и на поле не вышел.